# Joseph Dao
Joseph Dao (* 8. Juni 1936 in Bobo-Dioulasso, Burkina Faso; † 23. Oktober 2011 in Bamako, Mali) war ein malischer Geistlicher und römisch-katholischer Bischof von Kayes.

## Leben
Joseph Dao empfing am 26. Juni 1965 die Priesterweihe und wurde in das Bistum Ségou inkardiniert. Papst Johannes Paul I. ernannte ihn am 12. September 1978 zum Bischof von Kayes. Der Erzbischof von Bamako, Luc Auguste Sangaré, spendete ihm am 27. Januar des nächsten Jahres die Bischofsweihe; Mitkonsekratoren waren Jean-Baptiste Maria Cissé, Bischof von Sikasso, und Anselme Titianma Sanon, Bischof von Bobo-Dioulasso.
In der Bischofskonferenz von Mali (Conférence Épiscopale du Mali) war er Dekan der Bischöfe von Mali sowie Vorsitzender der Kommission für die Katechese und Vorsitzender der Kommission für die Massenmedien. Am 11. Juni 2011 nahm Papst Benedikt XVI. sein altersbedingtes Rücktrittsgesuch an.